# Uztárroz
Uztárroz in castigliano e Uztarroze in basco, è un comune spagnolo di 242 abitanti situato nella comunità autonoma della Navarra.